# Atemptat del Grand Hotel de Brighton
L'atemptat del Grand Hotel de Brighton es va produir el 12 d'octubre de 1984 a la ciutat homònima d'Anglaterra. Una bomba de temps va ser dipositada a l'hotel per Patrick Magee, membre de l'Exèrcit Republicà Irlandès Provisional (IRA), amb la finalitat de matar a la primera ministra anglesa Margaret Thatcher i al seu gabinet, que s'allotjaven a l'hotel per a la conferència del Partit Conservador. Encara que Thatcher va escapar-ne per poc, cinc persones van morir, entre elles dos membres destacats del Partit Conservador, i 31 van resultar ferides.

## Preparació
Patrick Magee s'havia allotjat a l'hotel amb el pseudònim de Roy Walsh durant el cap de setmana del 14 al 17 de setembre de 1984. Durant la seva estada, es va col·locar la bomba sota la banyera de la seva habitació, la número 629. El dispositiu estava equipat amb un temporitzador de llarga durada, fet a partir d'una gravadora de vídeo i un cronòmetre per a la cocció d'ous. Segons Sean O'Callaghan, agent encobert de l'IRA, es van usar 20 lliures (9 kg) de Frangex (gelignita). El dispositiu va ser descrit com una «bomba petita per als estàndards de l'IRA», segons un informe de premsa de l'època, i probablement havia estat embolcat en paper de pel·lícula fotogràfica per evitar la detecció per part de gossos rastrejadors i així evitar l'olor de l'explosiu.

## Explosió
La bomba va detonar aproximadament a les 2:54 de la matinada del 12 d'octubre. La secció mitjana de l'edifici es va esfondrar cap al soterrani, deixant un enorme forat a la façana de l'hotel. Els bombers van reconèixer que probablement moltes vides es van salvar per la bona estructura de l'hotel victorià. Thatcher estava desperta a aquella hora treballant en el seu discurs per a la conferència de l'endemà. L'explosió va danyar greument la seva cambra de bany, però va deixar la sala d'estar i el dormitori indemnes. Tant ella com el seu marit, Denis Tatcher, en van sortir il·lesos. Es va canviar de roba i amb el seu marit i la seva amiga i ajudant Cynthia Crawford, foren conduïts a la comissaria de Brighton.
A les 4:00 de la matinada, Thatcher va abandonar la seu policial i va donar una entrevista improvisada al periodista John Cole de la BBC, anunciant que la conferència es duria a terme de totes totes. Alistair McAlpine va aconseguir que la botiga Marks & Spencer obrís abans (a les 8:00 del matí), perquè aquells que havien perdut el seu vestuari a causa de l'atemptat poguessin comprar-se roba. Thatcher va visitar, després de la conferència, els ferits a l'Hospital Royal Sussex County.

### Víctimes fatals
Cinc persones van morir, encara que cap d'elles eren ministres del govern: 
- Sir Anthony Berry (membre del Partit Conservador)
- Eric Taylor (responsable de la zona nord-occidental del Partit Conservador)
- Lady Jeanne Shattock (esposa de Sir Gordon Shattock, responsable de la zona occidental del Partit Conservador)
- Lady Muriel Maclean (esposa de Sir Donald Maclean, responsable dels escocesos conservadors)
- Roberta Wakeham (esposa de John Wakeham, secretari del Tresor)

L'habitació on va explotar la bomba era on s'allotjava la parella Maclean. Hi hagué diverses persones ferides, entre elles Margaret Tebbit, esposa de Norman Tebbit, llavors President de la Junta de Comerç, quedà discapacitada físicament. 34 persones van ser traslladades a l'hospital i es van recuperar de les seves lesions. Quan el personal de l'hospital li va preguntar a Tebbit si era al·lèrgica a alguna cosa, va respondre «a les bombes».

## Repercussions

### Declaració de l'IRA
L'IRA es va atribuir la responsabilitat l'endemà mateix i va afirmar que ho intentaria de nou. La seva declaració llegida fou:
| « | La senyora Thatcher ara s'adonarà que Anglaterra no pot ocupar el nostre país, torturar els nostres presoners i disparar a la nostra gent als seus propis carrers i sortir-ne ben parada. Avui no hem tingut sort, però recordeu que només necessitem tenir sort un cop. Vostè haurà de tenir sort sempre. Doneu la pau a Irlanda i no hi haurà més guerra. | » |

### Resposta de Thatcher
Thatcher va començar la conferència a les 9:30 h del matí següent, tal com estava programat. Va descartar el seu primer discurs, que es referia en gran part els atacs que sofrien des del Partit Laborista, i es va centrar en les explosions, afirmant que eren «un atemptat per fer coixejar el govern de Sa Majestat triat democràticament».
| « | Aquesta és la classe de violació que vam haver de viure, i és un fet que avui ens reunim impressionats, però compostos i determinats a donar un senyal que no només aquest atac ha fallat, sinó que tots els atemptats que busquen destruir la democràcia fallaran. | » |

Un dels biògrafs de Thatcher va afirmar que la serenitat que va tenir la primera ministra després dels atemptats va atorgar-li «admiració universal». El desafiament que li va suposar l'atemptat va ser un moment churchillià que la va ajudar a forjar-se una imatge estoica a Anglaterra.